# Vittorino Veronese
Vittorino Veronese (Vicenza, 1º marzo 1910 – Roma, 3 settembre 1986) è stato un politico italiano.

## Biografia
Fu presidente di Azione Cattolica dal 1946 al 1952. In tale veste, mostrò iniziali riserve sul tentativo del vicepresidente Luigi Gedda di costituire i Comitati Civici, un'organizzazione di militanza politica in funzione anticomunista. In seguito ebbe importanti incarichi in seno all'UNESCO, ricoprendo le cariche di membro del Comitato Esecutivo (1952-1956), di presidente del Comitato Esecutivo  (1956-1958) e  di direttore generale dell'Unesco (1958-1961).